# Powiat Gorzowski
Der Powiat Gorzowski ist ein Powiat (Kreis) in der polnischen Woiwodschaft Lebus mit der Kreisstadt Gorzów Wielkopolski (Landsberg an der Warthe), die jedoch kreisfrei bleibt. Der Powiat hat eine Fläche von 1.213,32 km², auf der fast 65.000 Einwohner leben.

## Wappen
Beschreibung: In Blau ein pfahlgestellter goldener Schlüssel, den Bart nach rechts und am Schildfuß, von sieben goldenen Sternen im Zirkel umgeben.

## Städte und Gemeinden
Der Powiat Gorzowski umfasst sieben Gemeinden, davon eine Stadtgemeinde, eine Stadt-und-Land-Gemeinde sowie fünf Landgemeinden.
Einwohnerzahlen vom 30. Juni 2008
Stadtgemeinde:
- Kostrzyn nad Odrą (Küstrin) – 17.635

Stadt-und-Land-Gemeinde:
- Witnica (Vietz) – 12.996

Landgemeinden:
- Bogdaniec (Dühringshof) – 6837
- Deszczno (Dechsel) – 7737
- Kłodawa (Kladow) – 6771
- Lubiszyn (Ludwigsruh) – 6758
- Santok (Zantoch) – 7681